# Gruppo simmetrico
In matematica, il gruppo simmetrico di un insieme è il gruppo formato dall'insieme delle permutazioni dei suoi elementi, cioè dall'insieme delle funzioni biiettive di tale insieme in se stesso, munito dell'operazione binaria di composizione di funzioni. Tutti i gruppi simmetrici di insiemi aventi la stessa cardinalità sono isomorfi. Tra i gruppi simmetrici di un dato numero finito n di oggetti in genere si preferisce considerare quello costituito dalle permutazioni degli interi 1, 2, ..., n e denotarlo con Sn. Questa successione di gruppi è studiata molto approfonditamente e gioca un ruolo di primaria importanza per lo studio delle simmetrie. È facile provare che il gruppo Sn ha ordine n! (si veda la voce permutazione) e che non è abeliano per n > 2.

## Struttura di Sn
Tra gli elementi di Sn notevole importanza hanno i k-cicli (con k ≤ n), ossia gli elementi di Sn che hanno ordine k e che hanno esattamente n-k punti fissi. Per ogni k = 1, 2, ..., n si può dimostrare che il numero dei k-cicli è {\displaystyle {\frac {n!}{k(n-k)!}}}  e dunque, in particolare, che il numero dei 2-cicli è esattamente {\displaystyle {\frac {n(n-1)}{2}}}: queste ultime permutazioni sono dette anche trasposizioni o scambi. Diciamo che due cicli sono disgiunti se i punti di un ciclo che non sono fissi sono fissi per l'altro ciclo.
È facile dimostrare che ogni elemento di Sn si può scrivere come prodotto di cicli mutuamente disgiunti. Inoltre ogni ciclo si può decomporre anche come prodotto di trasposizioni (nella gran parte dei casi non disgiunte). Sebbene la scomposizione di un elemento di Sn in trasposizioni non sia unica, l'applicazione di Sn nel gruppo costituito da {+1,-1} munito dell'ordinario prodotto che manda un elemento in 1 se è ottenibile come prodotto di un numero pari di trasposizioni e in -1 se è ottenibile come prodotto di un numero dispari di trasposizioni è ben definita ed è un omomorfismo di gruppi. Le permutazioni la cui immagine è 1 si dicono permutazioni pari, dispari le altre.
Il nucleo di tale omomorfismo (o equivalentemente l'insieme delle permutazioni pari) è detto gruppo alterno (o alternante) e si indica con An. Tale sottogruppo, avendo indice 2 su Sn, ha {\displaystyle {\frac {n!}{2}}} elementi ed è normale su Sn. Si può dimostrare che il gruppo Sn è isomorfo al prodotto semidiretto di An con il sottogruppo generato da una qualsiasi trasposizione.
Si può dimostrare che per n ≥ 5 An è un gruppo semplice non abeliano. Un'immediata conseguenza di ciò è che An non è risolubile e dunque, dato che un sottogruppo di un gruppo risolubile è risolubile, neanche Sn per n ≥ 5 può essere risolubile (è facile invece mostrare che Sn è risolubile per n ≤ 4).

## Classi di coniugio
Le classi di coniugio di Sn corrispondono alle decomposizioni in cicli disgiunti; in altre parole, due elementi di Sn sono coniugati se e solo se le loro decomposizioni in cicli disgiunti consistono dello stesso numero di cicli della stessa lunghezza. Per esempio, tutti i prodotti di due 2-cicli e un 3-ciclo disgiunti sono coniugati, mentre un elemento che si ottiene come prodotto di un 2-ciclo e un 3-ciclo disgiunti non è mai coniugato a un elemento che si ottiene come prodotto di due 2-cicli disgiunti.

## Omomorfismi con altri gruppi
I gruppi simmetrici {\displaystyle S_{n}}, per {\displaystyle n\in \mathbb {N} }, sono esempi di gruppi di Coxeter ed esempi di gruppi di riflessioni. Possono essere realizzati come gruppi di riflessioni rispetto agli iperpiani {\displaystyle x_{i}=x_{j},1\leq i<j\leq n}. Inoltre
Il gruppo {\displaystyle S_{n}} si può realizzare come gruppo quoziente del gruppi delle trecce {\displaystyle B_{n}}.
Uno dei motivi per cui sono particolarmente importanti i gruppi simmetrici è dato dal teorema di Cayley che afferma che ogni gruppo finito {\displaystyle G} di ordine {\displaystyle n} è isomorfo a un sottogruppo di {\displaystyle S_{n}}.

## Esempi
Il gruppo S2 è isomorfo al gruppo ciclico con due elementi, mentre A2 è il gruppo composto dalla sola identità.
Il gruppo S3 è isomorfo al gruppo diedrale di ordine 6, cioè il gruppo delle riflessioni e delle rotazioni simmetriche di un triangolo equilatero, dato che queste simmetrie permutano i 3 vertici del triangolo. I 2-cicli corrispondono alle riflessioni mentre i cicli di lunghezza 3 alle rotazioni. Tale isomorfismo manda A3 nel gruppo delle rotazioni del triangolo: dato che hanno 3 elementi, entrambi sono isomorfi al gruppo ciclico di 3 elementi.
Il gruppo S4 è isomorfo al gruppo formato dalle rotazioni proprie del cubo. In questo caso, gli oggetti permutati sono le quattro diagonali del cubo.